# Le petit prince
Le petit prince, är en fransk musikal från 2002 skriven av Richard Cocciante och Elisabeth Anaïs, baserad på Antoine de Saint-Exupérys bok Lille prinsen.
Musikalen spelades oktober 2002-januari 2003 på Casino de Paris med Daniel Lavoie i rollen som piloten och Jeff Tetedoie som lille prinsen.
År 2007 sattes musikalen upp på Shanghai Oriental Art Centre och 2008 på Hong Kong Cultural Centre.